# Richard Phelps
Richard Phelps (n. 19 aprilie 1961, Gloucester, Anglia, Regatul Unit) este un sportiv ce a reprezentat Regatul Unit al Marii Britanii și al Irlandei de Nord, medaliat olimpic. A participat la 4 ediții ale Jocurilor Olimpice (1984, 1988, 1992, 1996) în care a câștigat o medalie de bronz.